# Institut universitaire de Lisbonne
Pour les articles homonymes, voir IUL.
 (juin 2020).
Si vous disposez d'ouvrages ou d'articles de référence ou si vous connaissez des sites web de qualité traitant du thème abordé ici, merci de compléter l'article en donnant les références utiles à sa vérifiabilité et en les liant à la section « Notes et références ».
L'ISCTE - Institut Universitaire de Lisbonne (ISCTE-IUL) est un établissement public d'enseignement supérieur portugais situé dans le centre-ville de Lisbonne. 
L'ISCTE s'appelait auparavant Instituto Superior de Ciências do Trabalho e da Empresa (en français, Institut Supérieur des Sciences du Travail et de l'Entreprise), mais son nom complet a été abandonné en 2009 lorsqu'il est devenu un institut universitaire. À ce jour, l'ISCTE est considéré comme une université de recherche publique à part entière malgré sa dénomination traditionnelle.
L'établissement propose une grande variété de formations dans les trois cycles de l'enseignement supérieur, définis dans le cadre de la réforme BMD : 17 en bachelor (cycle licence en France), 55 en master (cycle master en France) et 24 doctorats.

## Histoire
En 1972, l'Institut Supérieur des Sciences du Travail et de l'Entreprise est fondé en tant qu'établissement d'enseignement supérieur. Il reprend les anciens bâtiments de l'Institut d'Etudes Sociales fondé en 1963.
L'ISCTE a été intégré à l'Université nouvelle de Lisbonne en 1973, mais lorsque l'université a été réorganisée en facultés, l'ISCTE est revenu sous la tutelle du Ministère de l'Éducation.
L'institut a acquis en 1990 le statut d'école universitaire non intégrée, dotée d'une autonomie scientifique, pédagogique, administrative et financière.
En 2009, l'établissement se renomme ISCTE - Institut Universitaire de Lisbonne (ISCTE-IUL). L'ancien acronyme "ISCTE" n'a plus de sens depuis cette date et n'est désormais conservé qu'en tant que marque.
En 2002, le Conseil des Recteurs des Universités Portugaises a émis l'avis que l'ISCTE devrait intégrer l'Université classique de Lisbonne. En 2012, l'Université classique de Lisbonne (avant sa fusion avec l'université technique de Lisbonne) a invité l'ISCTE à les rejoindre mais l'ISCTE a refusé.

## Organisation
L'ISCTE est composé de quatre écoles :
- ISCTE Business School (IBS), possède les accréditations AACSB et AMBA
- École des sciences sociales et humaines (ECSH)
- École de sociologie et de politique publique (ESPP)
- École de technologie et d'architecture (ISTA)

L'ISCTE dispose également d'un institut voué à la formation continue (INDEG-ISCTE Executive Education).

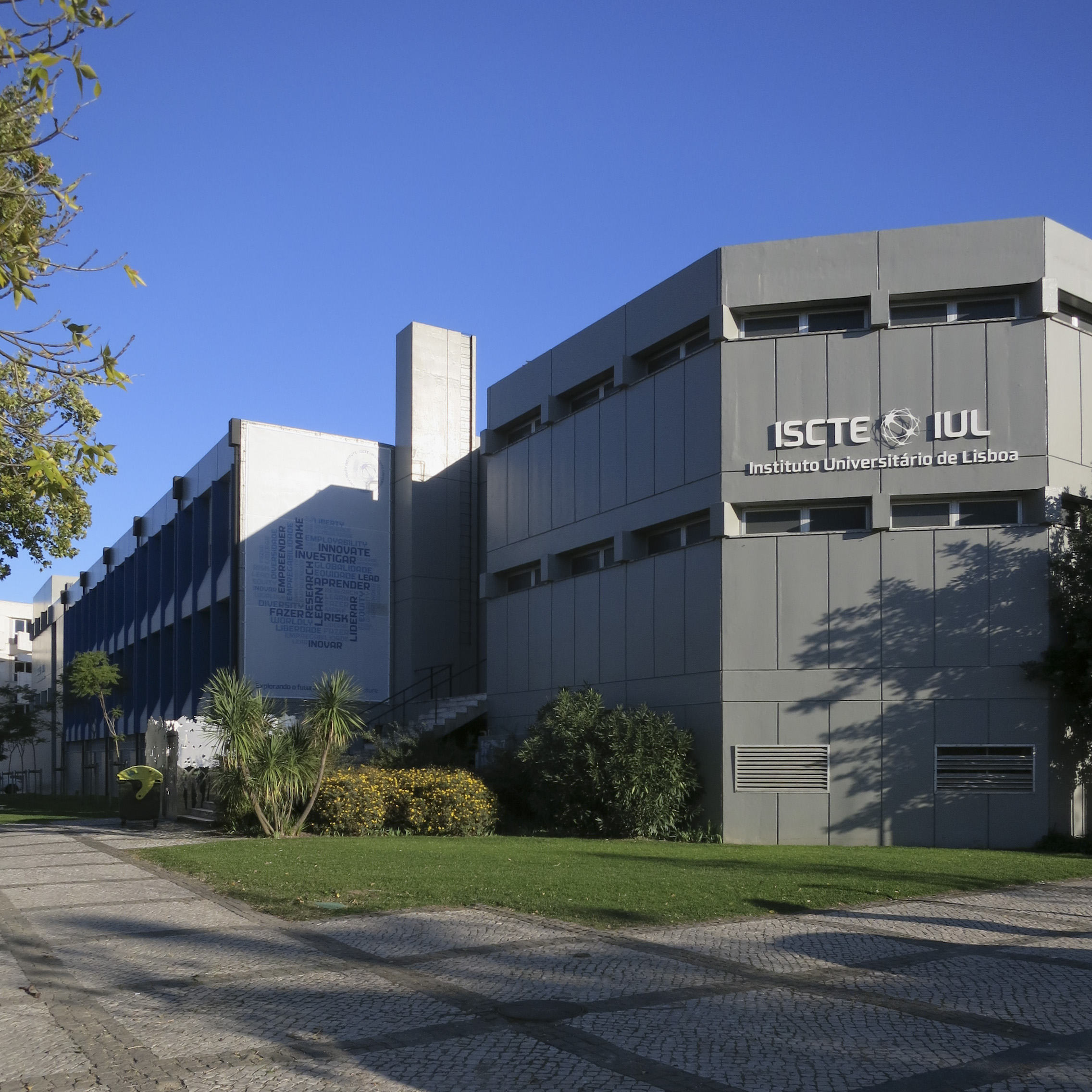
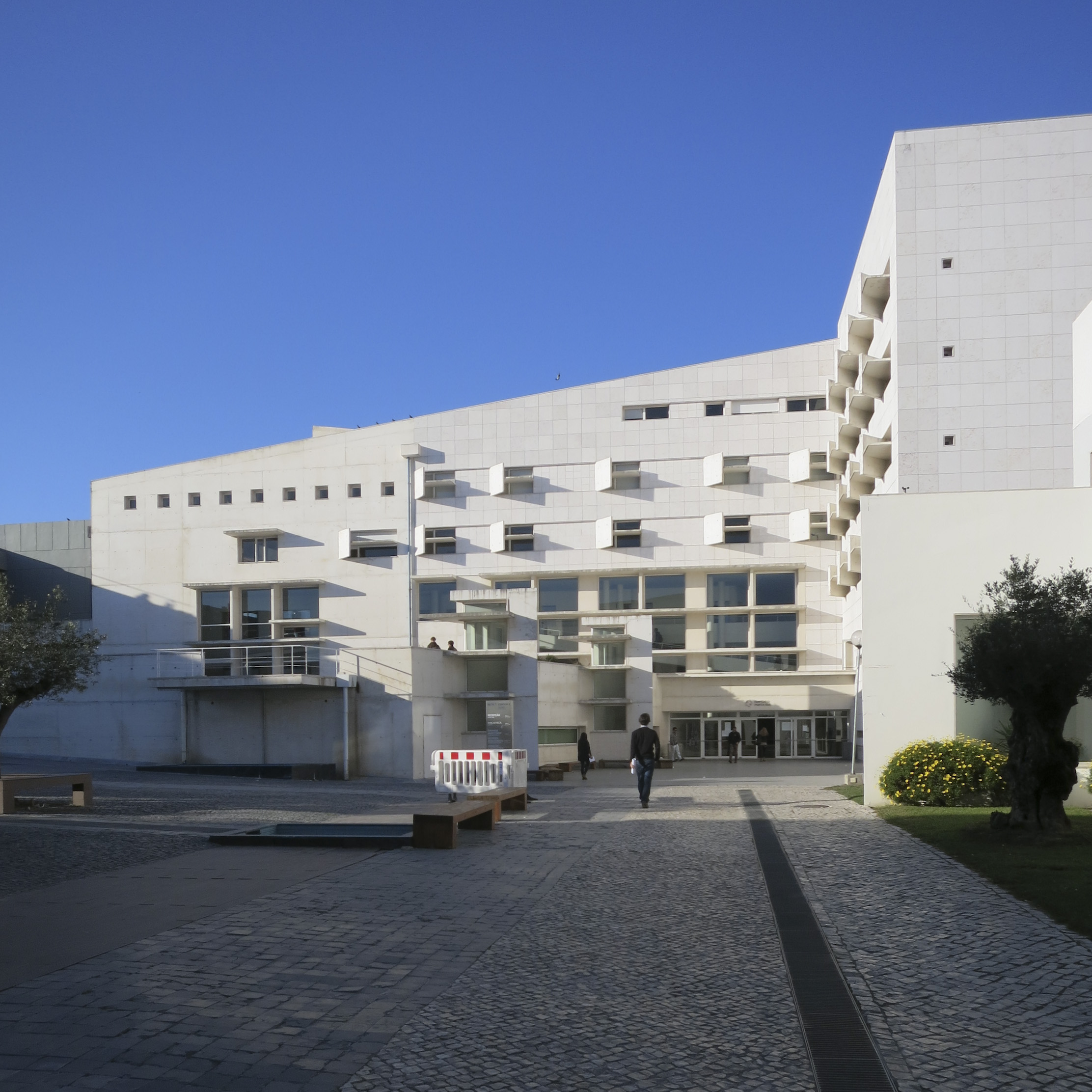

## Professeurs et étudiants notables
- João Leão (professeur) - Ministre des Finances
- Gustavo Cardoso (professeur) - Sociologue et jeune leader mondial du Forum économique mondial en 2008
- João de Pina-Cabral (professeur) - Anthropologue
- Miguel Vale de Almeida (professeur) - Anthropologue, militant LGBT et ancien député à l'Assemblée de la République
- Maria de Lurdes Rodrigues (étudiante et professeure) - ancienne Ministre de l'Education
- João Mário Grilo (étudiant) - Réalisateur
- Manuel Carvalho da Silva (étudiant) - Chef de la Confédération générale des travailleurs portugais